# Honda HA-420 HondaJet
Honda HA-420 HondaJet — двомоторний реактивний бізнес-літак. Розробляється компанією Honda Aircraft Company. Перший політ відбувся у 2003 році, а поставки розпочалися у грудні 2015 року.

## Історія
3 грудня 2003 року японська автомобільна компанія Honda представила свій перший літак, призначений для серійного випуску. Це перший літак в Японії, повністю (включаючи двигуни) виготовлений однією фірмою без будь-якої урядової підтримки.

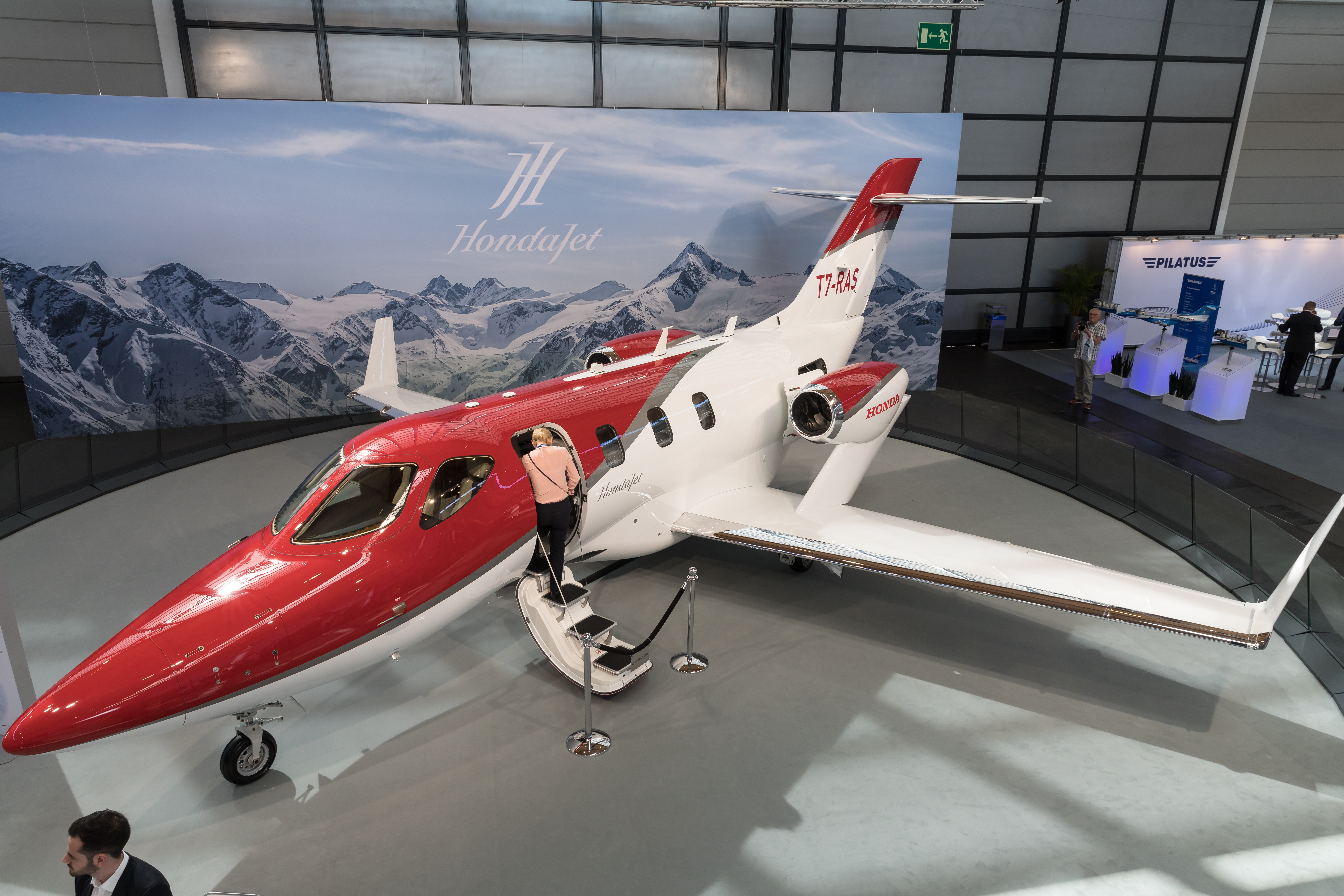
на виставці AERO Friedrichshafen, Фрідріхсгафен 2018 рік

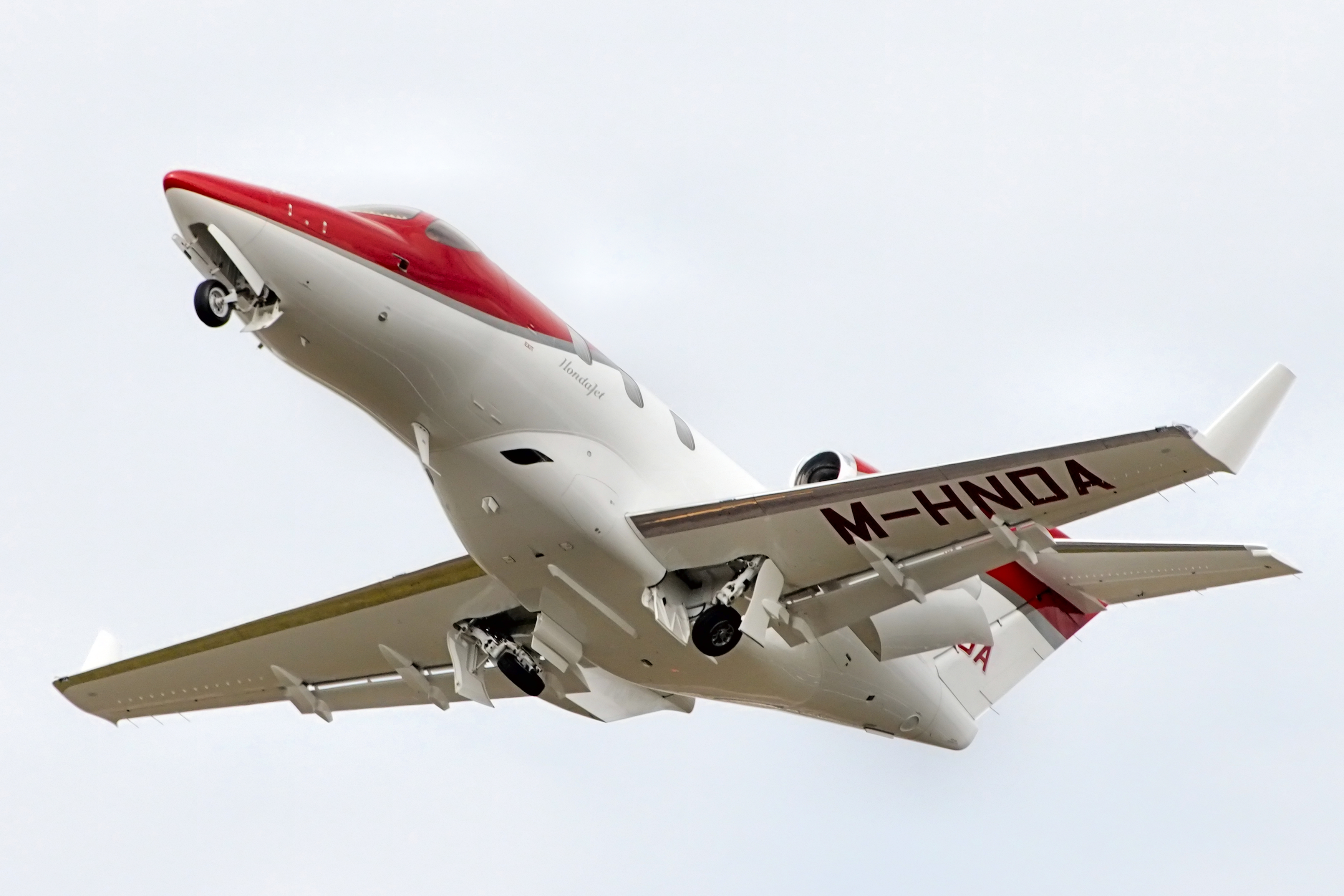

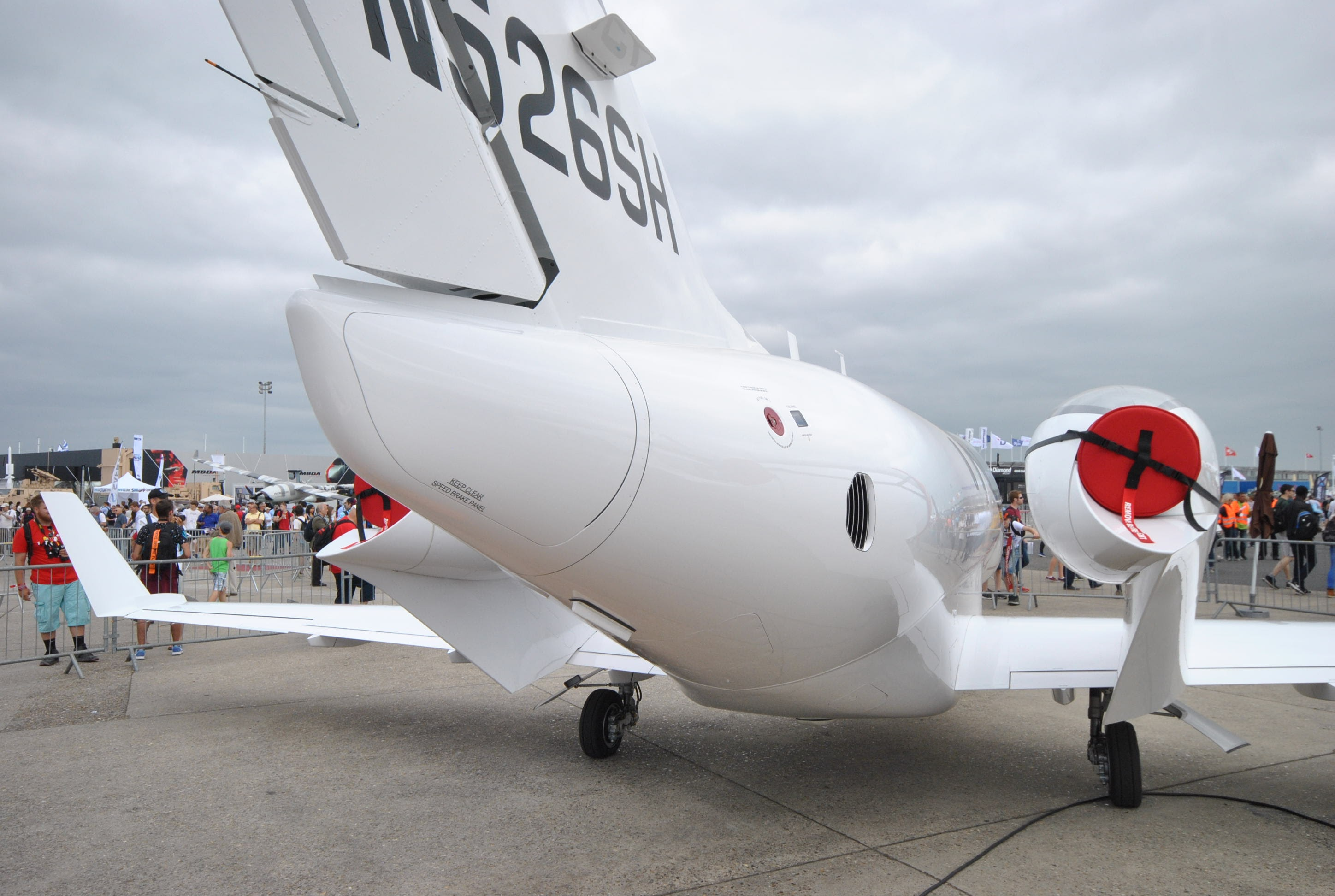

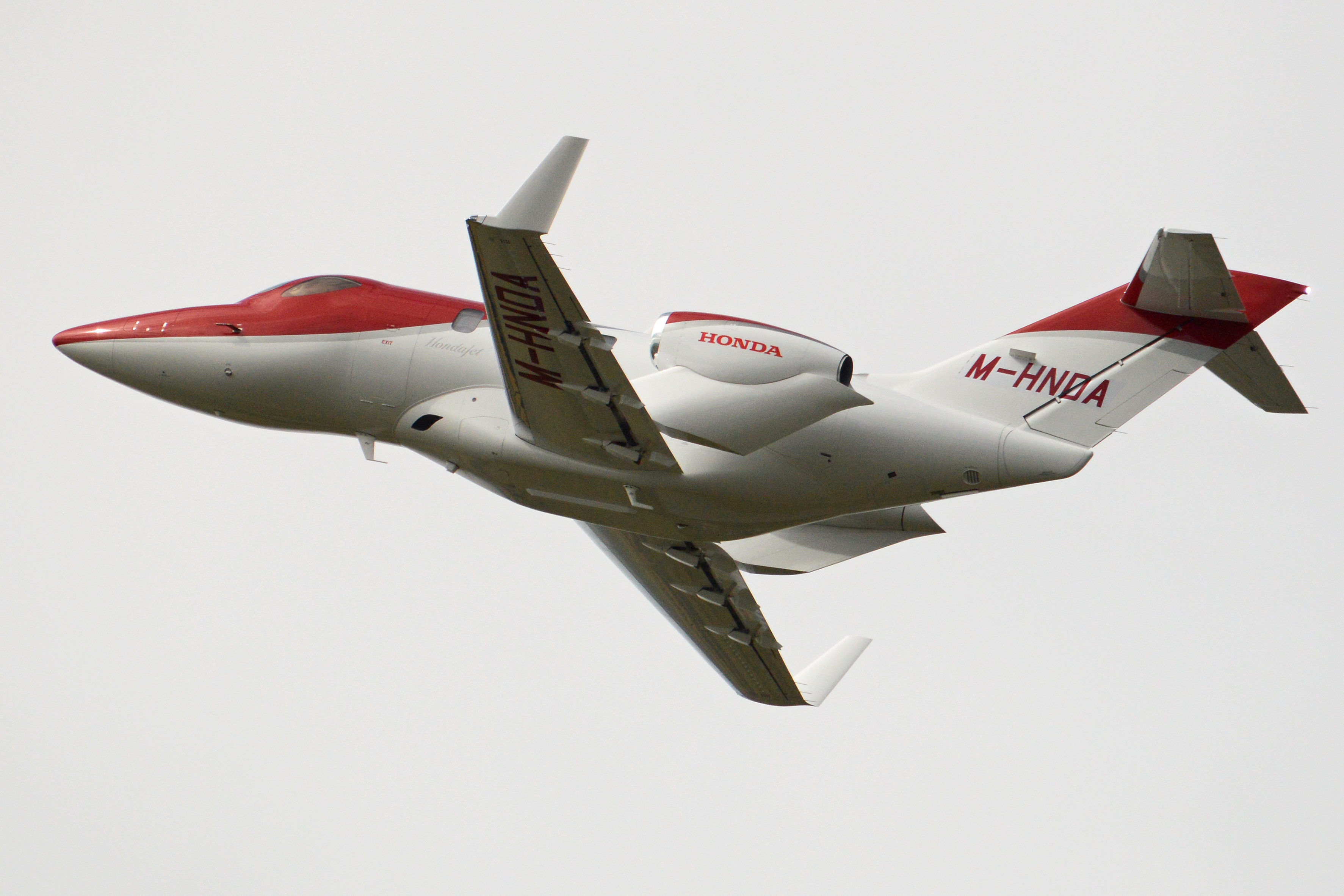

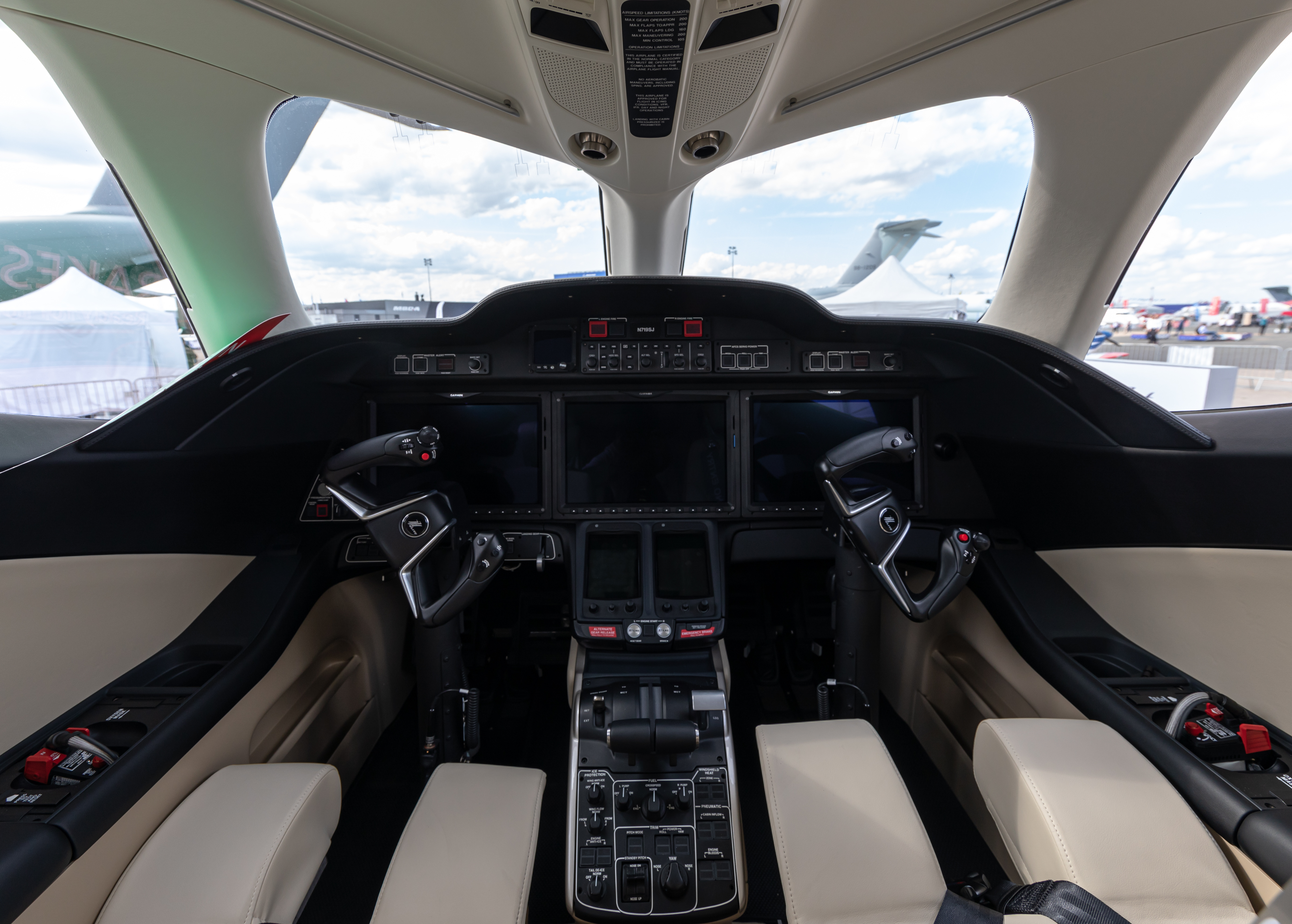
Пілотська кабіна «Honda HA-420 HondaJet»

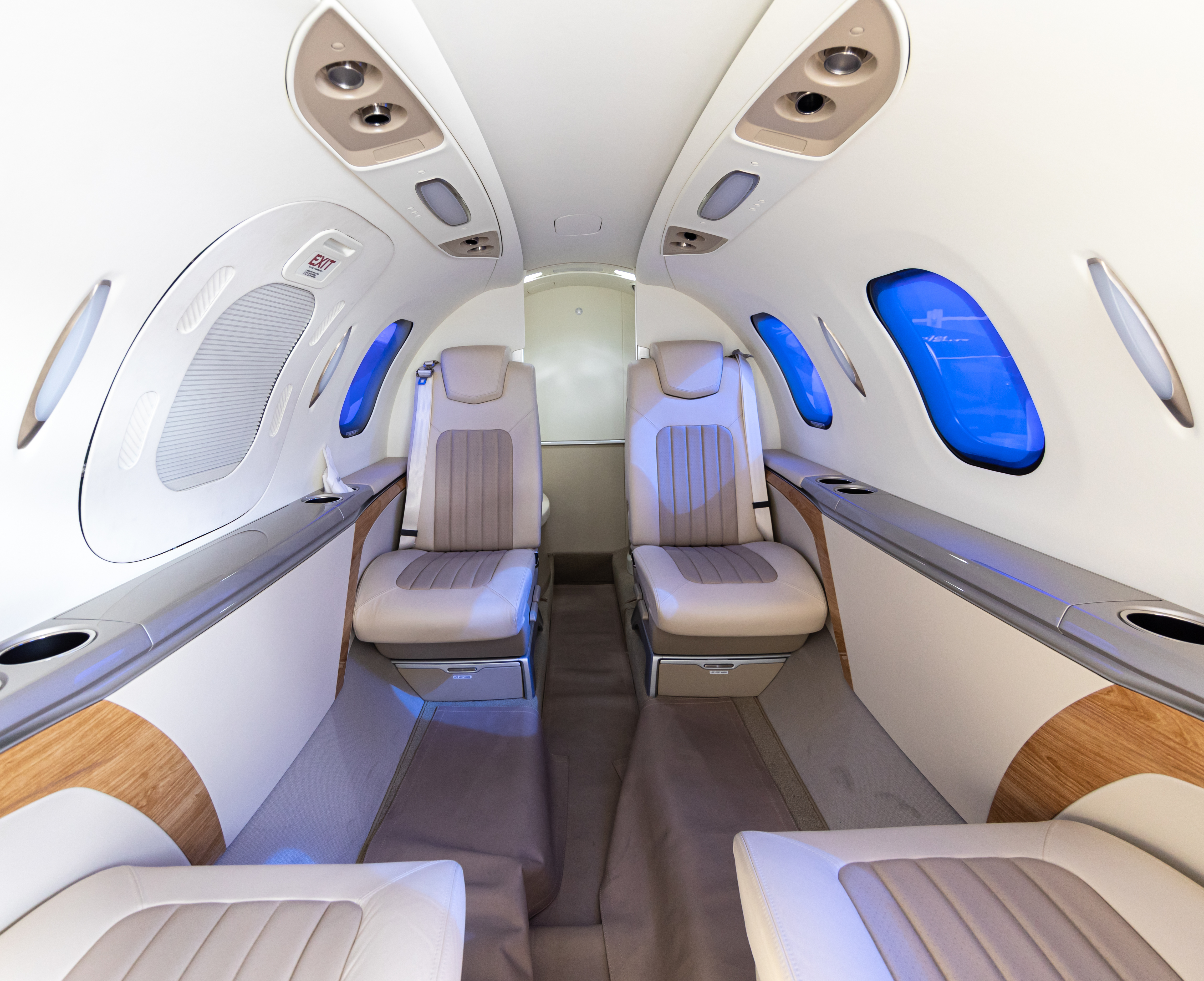
Пасажирський салон «Honda HA-420 HondaJet»

Для літака Honda розробила двоконтурний турбореактивний двигун HF118 і рік випробовувала його, встановивши на лівому пілоні літака Citation Jet.
Двигуни Honda Jet встановлені на пілонах над крилом, як на німецькому VFW-614. Така компоновка дозволить знизити рівень шуму, спрямованого вниз (шум на землі, особливо при зльоті та посадці). Крім того, поліпшується обтікання верхньої поверхні крила і знижується ймовірність засмоктати в повітрозабірник сторонній предмет з ЗПС. Однак, структура повітряних потоків ускладнюється, тому потрібні були інтенсивні експерименти в аеродинамічній трубі. Стійкість роботи двигунів при такій компоновці перевірялася для кутів атаки до 26°.
Паливо зберігається в двох крилових кесон-баках, витратному баку і баку в задній частині фюзеляжу. Система заправки централізована.
Був розроблений і спеціальний ламінарний профіль крила SHM-1. Секція крила з таким профілем випробовувалася на літаючій лабораторії T-33. Для цього прямо на обшивці Т-33 за допомогою поліуретанової піни сформували потрібний профіль і обшили склотканиною. Під новою обшивкою встановили 119 датчиків тиску. Перехід від ламінарної до турбулентної течії фіксувався інфрачервоною камерою, встановленою на кабіні Т-33 (в турбулентному потоці повітря злегка розігрівається).
На 30 % розмаху крила встановлені закрилки, відхиляються на 15,7° при зльоті і 50° при посадці. Крило і оперення алюмінієві. Оперення T-подібне.
Антикригова система на передній крайці крила живиться теплим повітрям від двигунів. Скло кабіни пілотів підігрівається електрично. 
Фюзеляж зроблений з вуглекомпозитних матеріалів з алюмінієвими підсилюючими елементами, носова частина згладжена для ламінарного обтікання. Компанія стверджує, що в результаті опір фюзеляжу знижено на 10% у порівнянні з звичайними фюзеляжами того ж розміру.
Кабіна герметична, на висоті 13 км підтримується тиск, що відповідає тиску на висоті 2,4 км над рівнем моря за стандартною атмосферою (максимальний наддув — 0,61 атм).
Шасі трьохстойкове, прибирається гідравлікою. Носова стійка повертається вліво і вправо на 50° при рулінні і на 10° при розгоні.
При статичних випробуваннях фюзеляж і крило нагружались тільки до 80 % розрахункових навантажень, а поведінка при 100 % навантажень моделювалося комп'ютерами. В результаті планер, який проходив статичні випробування, був використаний для будівництва льотного прототипу. Тільки оперення випробувано під повним навантаженням.
Honda планувала продавати Hondajet в США як легкий, недорогий реактивний літак бізнес-класу. У грудні 2015 року концерн отримав остаточне схвалення Федерального агентства цивільної авіації США (FAA) на реалізацію літака. 29 грудня 2015 року офіційний сайт виробника повідомив про передачу першої одиниці покупцеві.
Станом на березень 2020 року було випущено 150 таких літаків. Приблизна вартість літака — 5,28 млн. американських доларів

## Поставки
| Рік       | 2015 | 2016 | 2017 | 2018 | 2019 | Загалом |
| --------- | ---- | ---- | ---- | ---- | ---- | ------- |
| Кількість | 2    | 23   | 43   | 37   | 36   | 141     |

## Технічні характеристики
- Екіпаж: 2 людини/1 особа
- Пасажиромісткість: 1+6 або 2+5
- Довжина: 12,52 м
- Розмах крила: 12,2 м
- Висота: 4,01 м
- Маса порожнього: 3267 кг
- Максимальна злітна маса: 4808 кг
- Маса палива у внутрішніх баках: 1290 кг
- Силова установка: 2 × ТРДД GE Honda HF120

Льотні характеристики
- Максимальна швидкість: 782 км/год
- Крейсерська швидкість: 667 км/год
- Практична дальність: 2037 км
- Практична стеля: 13 100 м
- Швидкопідйомність: 20 м/сек.
- Довжина розбігу: 1200 м
- Довжина пробігу: 900 м

Габарити салону:
- Довжина: 4,6 м
- Ширина: 1,5 м
- Висота: 1,5 м
- Об'єм салону: